# Basil Lamon
Pour les articles homonymes, voir Lamon (homonymie).
Basil Lamon, né en 1920 à Molenbeek-Saint-Jean, est un sculpteur figuratif belge.

## Biographie
Basil Lamon a étudié à l'Académie royale des beaux-arts de Bruxelles,. Il est lauréat du prix de Rome belge en 1947,. Il travaille la terre cuite.